# Pfarrkirche Straning

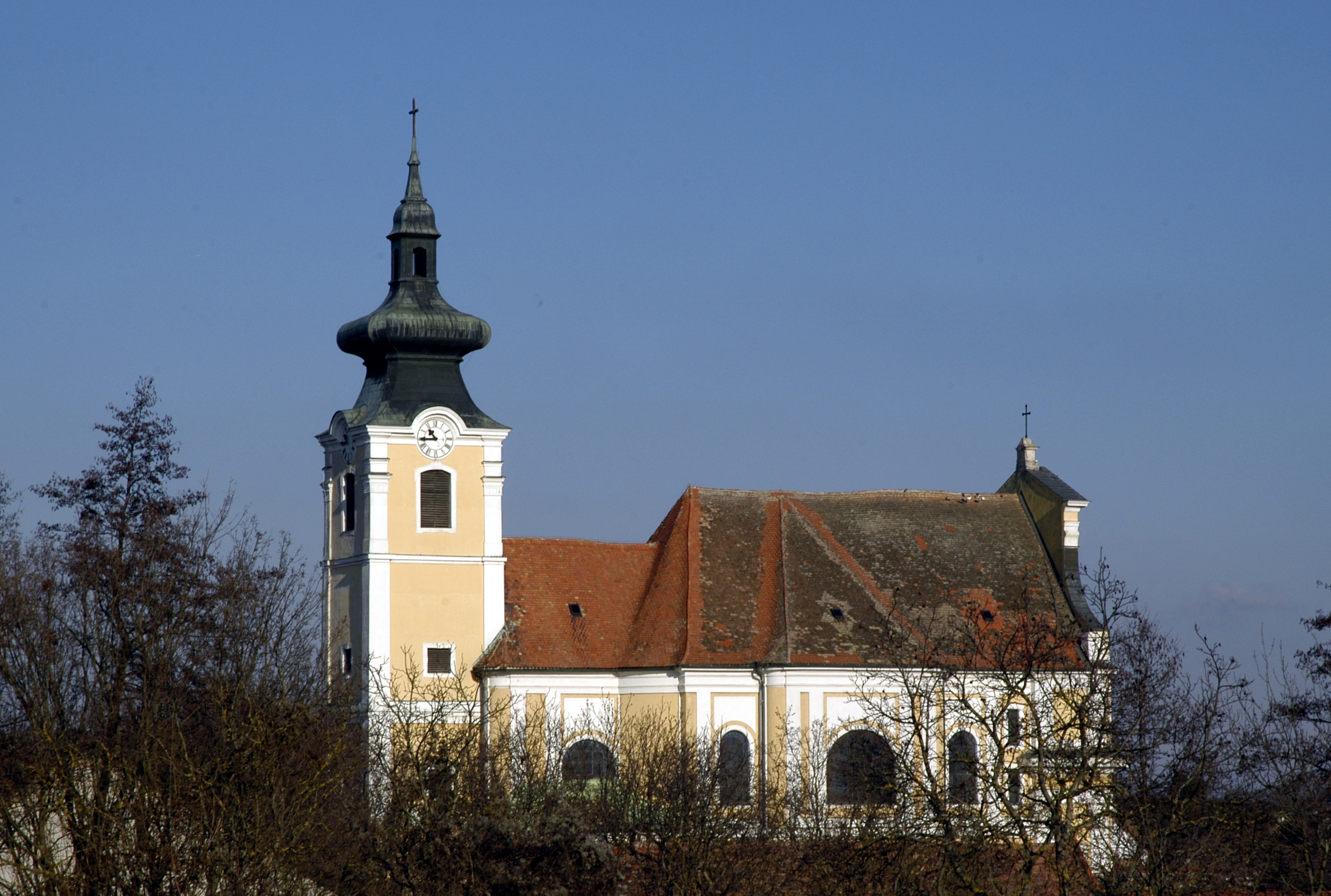
Pfarrkirche Straning Südansicht

Die Pfarrkirche Maria Himmelfahrt ist eine nach Westen ausgerichtete römisch-katholische Kirche mit Westturm in Straning, einer Katastralgemeinde der Marktgemeinde Straning-Grafenberg im Bezirk Horn in Niederösterreich.
Sie gehört zum Dekanat Sitzendorf im Vikariat Unter dem Manhartsberg und steht gemäß Verordnung des Bundesdenkmalamtes unter Denkmalschutz (Listeneintrag). Die Kirche steht etwas erhöht in der Ortsmitte.

## Geschichte

### Pfarrgeschichte
Aus einer schriftlichen Nachricht aus dem Jahre 1265 geht hervor, dass Straning eine Filialkirche der Mutterpfarre Eggenburg-Gars ist. Die erste urkundliche Erwähnung als Vikariat stammt aus dem Jahre 1267. Im Jahre 1277 wurde eine Pfarre erwähnt, die im Jahre 1564 von der Mutterpfarre Eggenburg-Gars separiert wurde.
Im Jahre 1739 übernahm Ludwig Tauchner die Pfarre und ersuchte die landesfürstlichen Patronatsherren um einen Neubau der Kirche, weil das bisherige Gotteshaus zu klein geworden war.

#### Pfarrer von Straning und ihre Bedeutung für die Pfarre
| Name                 | Wirkungszeit | Anmerkung |
| -------------------- | ------------ | --- |
| Artolph              | um 1277      | erster namentlich erwähnter Pfarrer |
| Ludwig Tauchner      | 1739–1766    | Bauherr der heutigen Pfarrkirche |
| Johann Merluzzi      | 1828–1853    | Vergrößerung des Pfarrhofes |
| Dechant Johann Wenk  | 1853–1881    | Kirchenrenovierung 1874 |
| Franz Richter        | 1891–1910    | Kirchenrenovierung innen und außen 1898/99 |
| Kanonikus Josef Ettl | 1938–1952    | Kirchenrenovierung außen, Anschaffung von 2 neuen Glocken nach dem Zweiten Weltkrieg |
| Karl Ploberger       | 1953–1958    | Eindeckung des Kirchturmes mit Kupferblech im Herbst 1954 |
| Bruno Taubert        | 1958–1965    | Herstellung von Stiegenaufgang und Arkaden |
| Rudolf Brock         | 1966–1986    | Installierung der Bankheizung der Kirche und Elektrifizierung der Turmuhr, Kirchenrenovierung außen zwischen 1982 und 1984 |
| Robert Jaros         | 1986–1996    | Erneuerung des Pfarrhofdaches, Renovierung des Pfarrsaales, Neugestaltung der Pfarrkanzlei 1993, Installierung einer elektrischen Liedanzeige 1994 in der Kirche |
| Jan Jurus            | 1996–2006    | Erneuerung der Pfarrhoffassade, Erneuerung des Pflasters vor der Kirche, komplette Innenrenovierung der Kirche zwischen 2003 und 2005 |
| Eugeniusz Warzocha   | seit 2006    | Erneuerung des Pfarrcafés 2007, Dachreparatur der Nebengebäude 2007, neue Lautsprecheranlage in der Kirche 2008, Renovierung der Sakristei 2009, Erneuerung der Kirchenstufen und Errichtung einer Auffahrtsrampe 2010, Eröffnung einer Kapelle in der Kirche 2011, Reparatur der Turmuhr und des Kirchendaches 2012, komplette Orgelrenovierung 2012/13 |

### Baugeschichte
Über den Vorgängerbau existieren keine genauen Quellen. Während des Dreißigjährigen Krieges wurde die Kirche im Jahre 1621 durch böhmische Truppen verwüstet. Der Neubau der heutigen Kirche aus Zogelsdorfer Stein nach Plänen von Leopold Wißgrill dürfte im Jahre 1741 oder 1742 begonnen worden sein und war bis 1752 beendet. Die Finanzierung des Kirchenbaues erfolgte sowohl aus Mitteln des Kirchenvermögens und Spenden als auch aus dem Privatvermögen des Ludwig Tauchner, über das er als Sohn eines begüterten Müllers aus Grafenberg verfügte. Der Abt von Stift Altenburg, Placidus Much, der aus Straning stammte und mit Tauchner bekannt war, vermittelte dem Bauherrn seine Künstler. Die Konsekration der „Pfarrkirche zu Ehren Mariä Himmelfahrt“ fand am 18. Juni 1752 durch Bischof Joseph Dominikus von Lamberg aus Passau statt.
Im Jahre 1781 zerstörte ein durch Blitzschlag ausgelöster Brand den Turm, der anschließend nicht bis zur ursprünglichen Höhe wiederhergestellt wurde.
Kirchenrenovierungen fanden in den Jahren 1874, 1898/99 (innen und außen), in der ersten Hälfte des 20. Jahrhunderts (außen), zwischen 1982 und 1984 (außen) und zwischen 2003 und 2005 (innen) statt. Im Herbst des Jahres 1954 wurde der Kirchturm mit Kupferblech gedeckt.

## Baubeschreibung

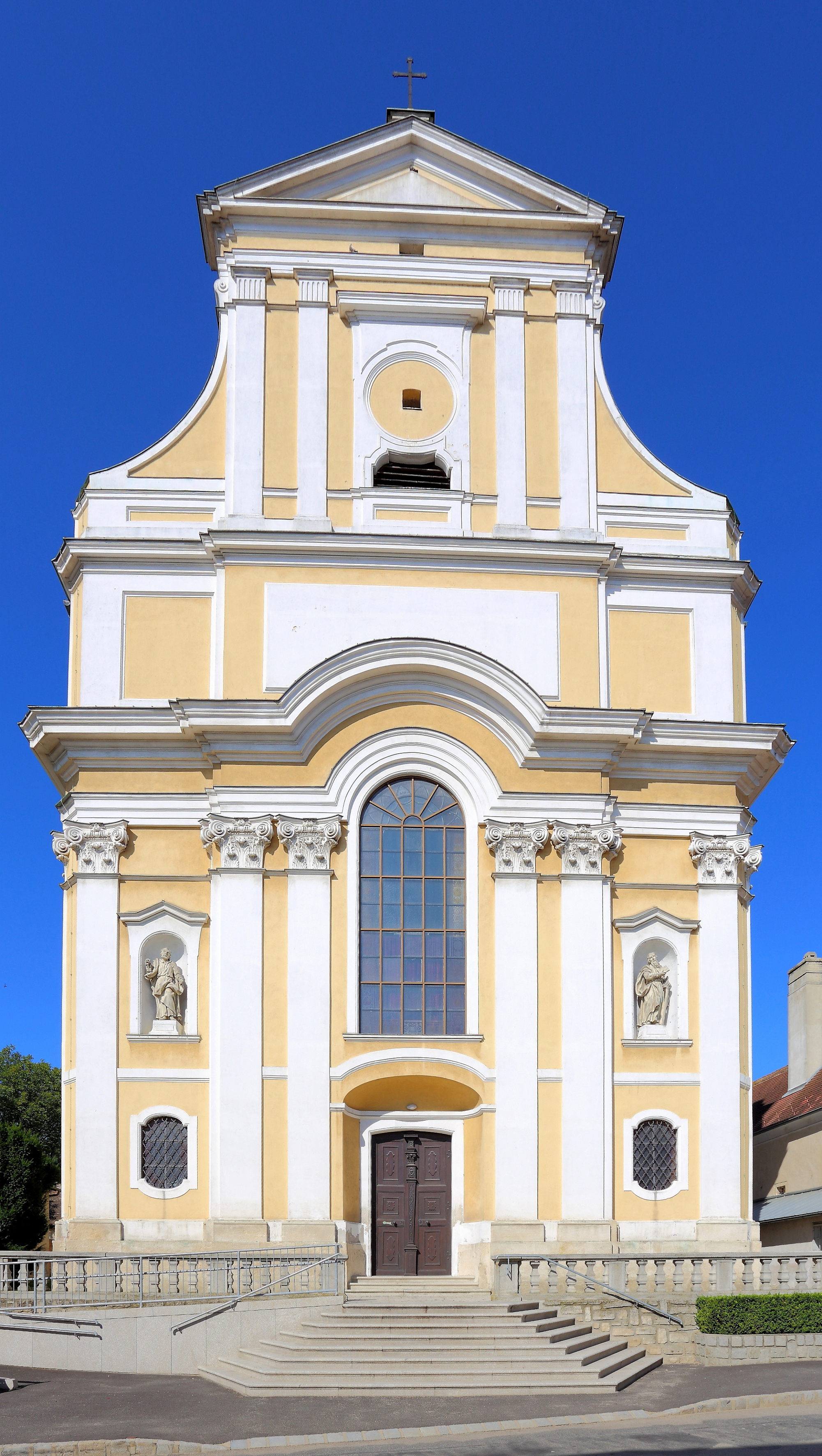
Ostansicht bzw. Hauptportal der Pfarrkirche Straning

### Außen
Ein vorgezogener querhausartiger Mittelteil mit zentralisierender Tendenz prägt den längsrechteckigen Saalbau. Die Gebäudefronten mit abgerundeten Ecken sind durch Lisenen und Pilaster gegliedert. Die zweigeschoßige Fensteraufteilung mit kartuschenförmigen rundbogigen Rahmungen sind durch ein Kordonfries getrennt.
Der dreiachsigen Ostfassade mit hohen gekuppelten Riesenpilastern ist eine Freitreppe mit seitlicher Balustrade vorgelagert. Die Riesenpilaster werden von korinthischen Kapitellen abgeschlossen. Die zweigeschoßige Fassade ist übereck in den östlichen Langhausbereich gezogen. In den beiden Seitenachsen der Fassade befinden sich über Kartuschenfenstern mit Schmiedeeisengittern Nischen mit Figuren der Heiligen Petrus und Paulus.
Über dem in einer flachbogigen Nische gelegenen und mit „1742“ bezeichneten Portal in der Mittelachse ist ein hohes Mittelfenster, das nach oben in das aufgebogene dreiteilige Gebälk reicht. Über der hohen Attika befindet sich ein von Giebelschmiegen flankierter vorgeblendeter Aufsatz mit vermauertem Okulus und Dreieckgiebel, der durch Pilaster gegliedert ist und von einem Kreuz bekrönt wird.
Der niedrigere Chor ist von seitlich in Höhe der Querarme vorspringenden Sakristeianbauten mit Oratorien sowie dem Westturm umbaut. Die zweigeschoßigen Sakristeianbauten und der viergeschoßige Turm sind durch Gesimse unterteilt. Das Schallgeschoß des Turmes hat Eckpilaster, flachbogige Schallfenster, Uhrengiebel und einen Zwiebelhelm mit Laterne und bekrönendem Kreuz.
Links neben der Kirche befindet sich das Rokokograbmal des Pfarrers und Bauherrn Ludwig Tauchner aus dem Jahre 1766.

### Innen

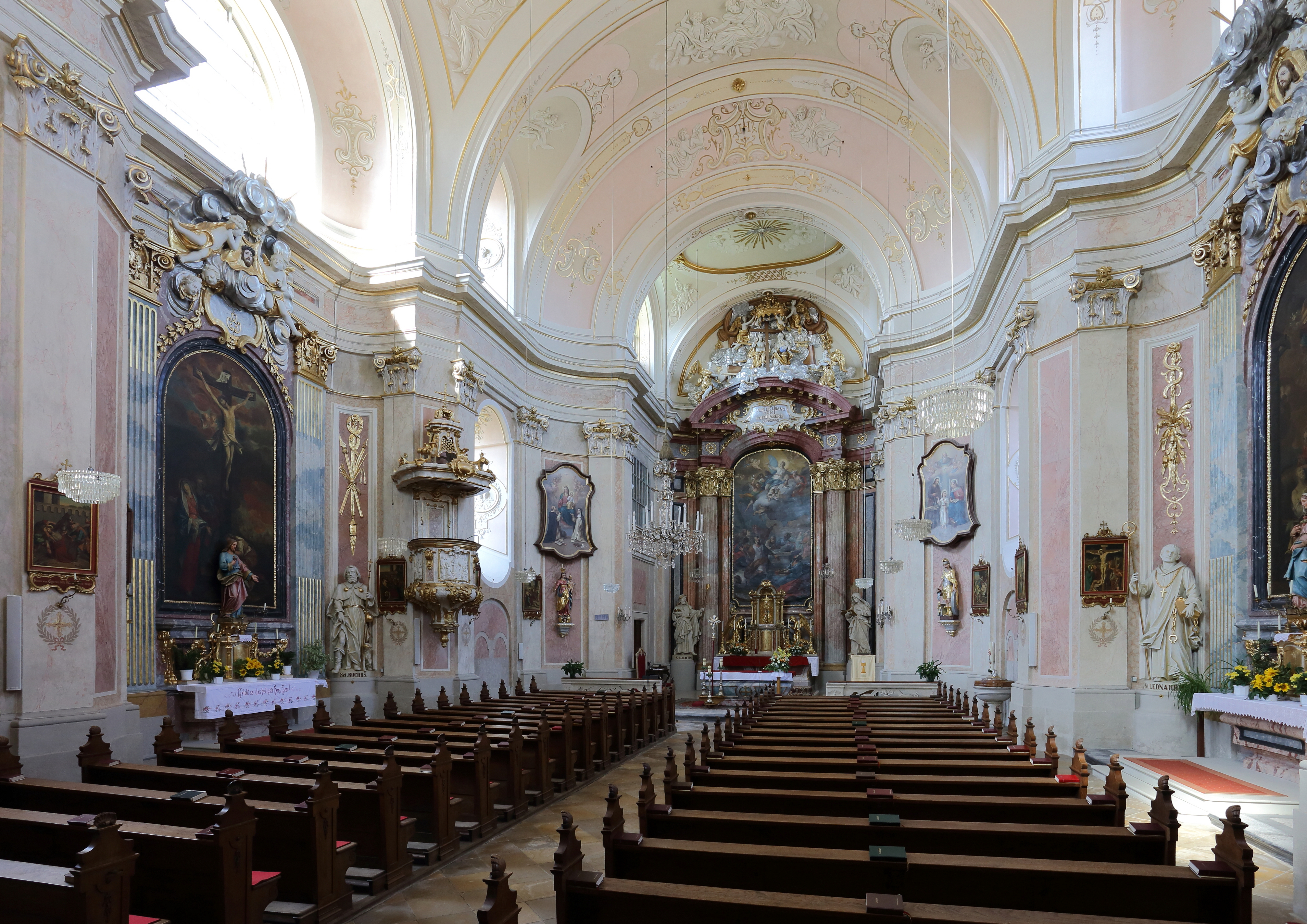
Innenansicht Richtung Hochaltar

Der platzlgewölbte Querteil zentralisiert den Innenraum. In den Längsachsen leiten tonnengewölbte Joche zum Chor und zur schmalen Vorhalle über. Der segmentbogig geschlossene Chor und das Emporenjoch sind eingezogen und platzlgewölbt. Zu beiden Seiten des Emporenjoches befinden sich kleine Vorhallen. Eine Wendeltreppe in der südlichen Vorhalle bildet den Zugang zur Empore.
Über Pilastern auf Sockeln befindet sich ein umlaufendes ausladendes verkröpftes Gebälk, die Gewölbe sind durch Gurtbänder unterteilt. Am Chor, am Mitteljoch und am Emporenjoch befinden sich abgeschrägte, wandpfeilerartige und eingeschwungene Eckbildungen mit Pilastervorlagen.
Über dem Gebälk sind je drei Rundbogenfenster, im Querteil Kartuschenfenster. Die Empore erhebt sich über niedrigen Wandpfeilern mit Platzlgewölben und hat eine vorschwingende kassettierte Brüstung und Rokokogitter.
Ein rundbogiger Triumphbogen bildet den Übergang zum Chor mit zwei seitlichen Portalen zu den Sakristeianbauten und Rundbogenfenstern zu den Oratorien. Von den Sakristeien führen Wendeltreppen zu den Oratorien. Die Gewölbe und Fensterlaibungen sind mit zartem Stuck versehen, in den Fensterlaibungen sind Engelfiguren. Querovale Spiegel sind mit vergoldetem Bandelwerkstuck und Puttenköpfen versehen. In der Kuppel des Chores ist eine von Engeln flankierte Heilig-Geist-Taube dargestellt. Im südlichen Sakristeianbau wurde im Jahre 2011 die kleine Kapelle der „Göttlichen Barmherzigkeit“ eingerichtet.

## Ausstattung

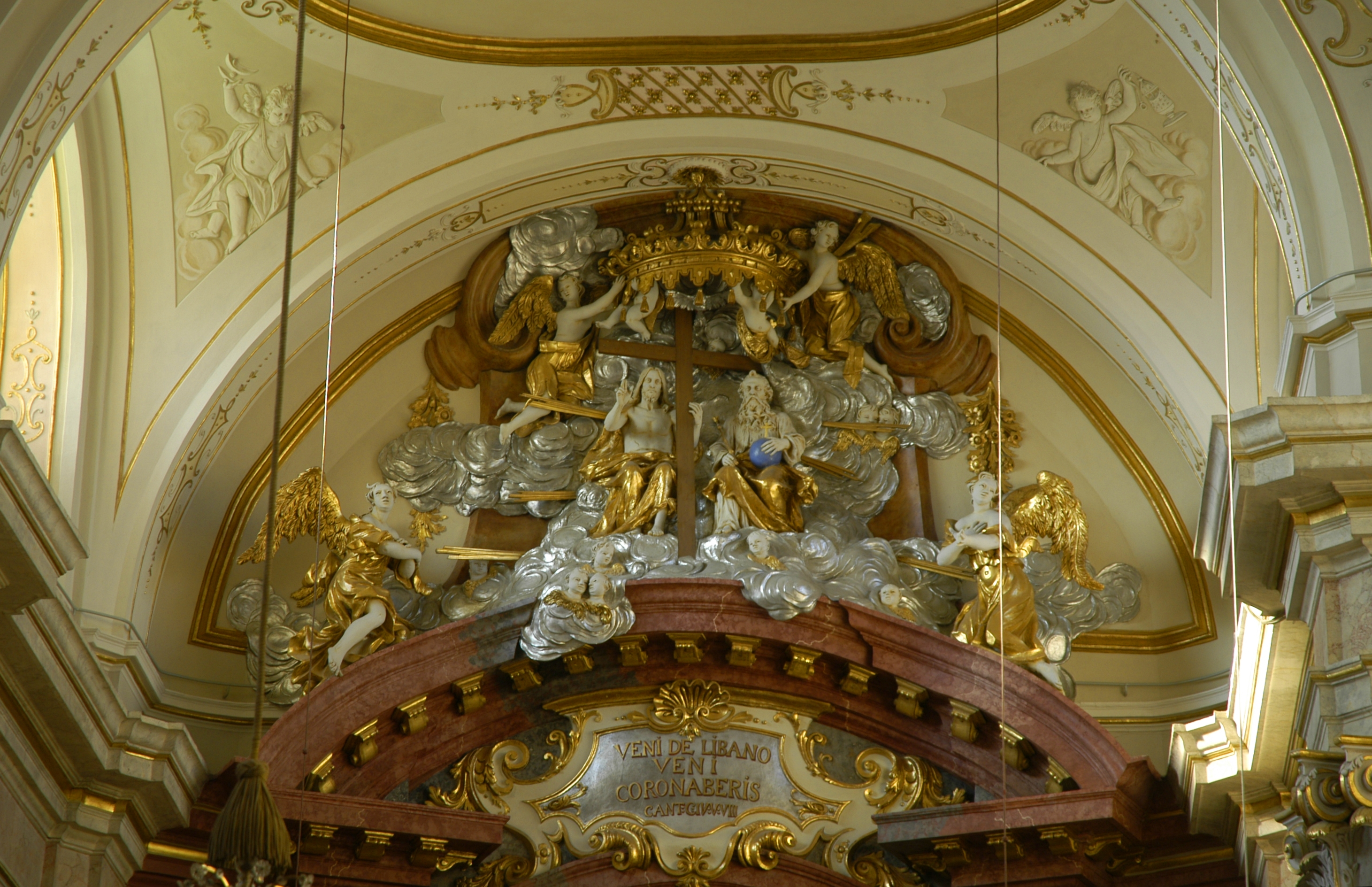
Segmentbogengiebel des Hochaltares

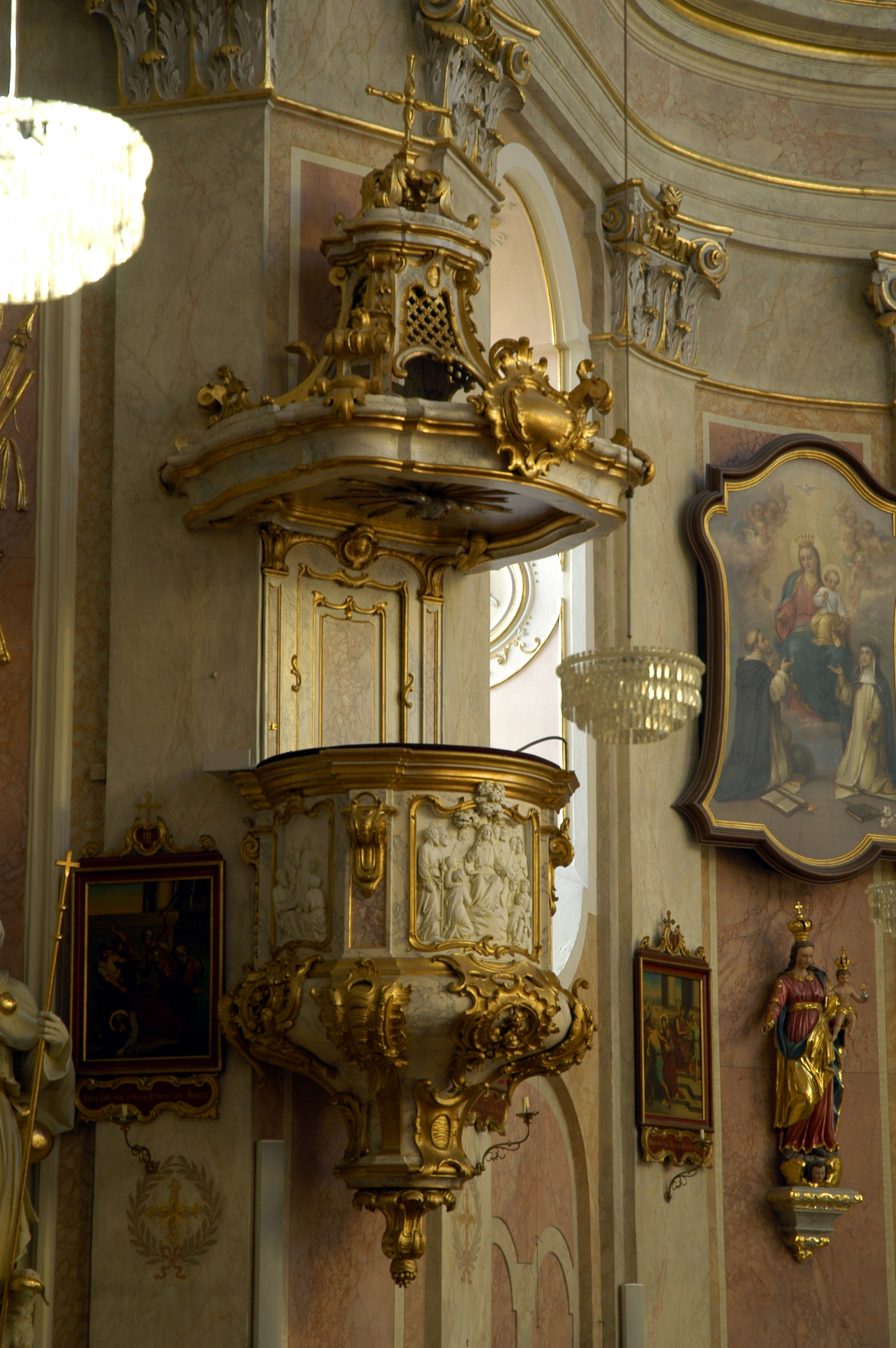
Die Rokokokanzel

Der in die Architektur des Chores einbezogene Hochaltar besteht aus einem Säulenaufbau vor Pilastern. Das großformatige Altarbild ist mit „Johann Georg Schmidt 1704“ bezeichnet und stellt „Maria Himmelfahrt“ dar. Es wurde im Jahre 2004 abgenommen und in der Werkstätte Alicja Dabrowska KG in Sitzenberg komplett restauriert. Die seitlichen Figuren des heiligen Joachim und der heiligen Anna stammen aus der Mitte des 18. Jahrhunderts. Auf dem freistehenden Altartisch befinden sich den Tabernakel adorierende Engel.
Die Säulen tragen einen gesprengten Segmentbogengiebel mit einer Kartusche, in der ein Vers aus der Vulgata zitiert wird. „VENI DE LIBANO VENI CORONABERIS CANT:C:IV:V:VIII“.
Die Inschrift auf der Kartusche leitet mit der Aufforderung VENI CORONABERIS vom Altarbild zum Thema des Reliefs über, das den Altaraufbau nach oben abschließt: Engel halten eine überdimensionierte goldene Krone und weisen auf die bevorstehende Krönung Mariens hin, die in Gegenwart der heiligen Dreifaltigkeit stattfinden wird, die auf Wolkenbänken unterhalb der Krone Platz genommen hat.
Das Rokokospeisegitter aus Zogelsdorfer Sandstein ist mit „1741“ bezeichnet.
Die Seitenaltäre mit Altarbildern „Christus am Kreuz“ und „Tod des heiligen Josef“ sind ähnlich aufgebaut wie der Hochaltar. Sie werden von je einem Statuenpaar der Heiligen „Aloysius und Leonhard“ und „Rochus und Sebastian“ flankiert.
An den Triumphbogenschrägen sind ehemalige Seitenaltarbilder in Kartuschenrahmung aus dem zweiten Viertel des 18. Jahrhunderts angebracht, welche den heiligen Johannes Nepomuk und Arme Seelen darstellen.
Auf dem Korb der Rokokokanzel sind Reliefs „Jesus im Tempel“, „Bergpredigt“ und „Jesus im Hause des Simon“ angebracht. Die Kreuzwegbilder und die Kirchenbänke stammen aus dem 19. Jahrhundert.
Im Langhaus sind Engeldarstellungen mit dem Christusmonogramm IHS. Über und an der Empore befinden sich Symbole der theologischen Tugenden Glaube, Hoffnung und Liebe. Über der Empore außerdem König David mit musizierenden Engeln und im Mittelfeld die Anbetung der Hirten flankiert von den vier Kirchenvätern. Eine Muttergottesstatue aus der Mitte des 17. Jahrhunderts vervollständigt die Ausstattung der Kirche.
In der Sakristei befinden sich eingebaute Sakristeischränke aus der zweiten Hälfte des 18. Jahrhunderts sowie ein Bild des heiligen Johannes Nepomuk aus der gleichen Zeit.

### Orgel
Für den Vorgängerbau ist 1734 eine Orgel nachgewiesen, die vermutlich übernommen wurde. Nachdem das Instrument im 19. Jahrhundert abgängig geworden war, schuf der Wiener Orgelbauer Joseph Seyberth im Jahr 1845 einen Orgelneubau. Reparaturen erfolgten in den Jahren 1862, 1887, 1925, 1930 und 1960. Im Hauptwerk tauschte die Firma Franz Capek im Jahr 1899 ein Register aus und veränderte die Mixtur, während im Rückpositiv 1940 und 1986 eine Streicherstimme ersetzt wurde. Im Jahr 1941 wurde ein elektrisches Gebläse eingebaut. Die Firma Wolfgang Bodem aus Leopoldsdorf führte 2012/13 für 115.000 Euro eine umfassende Restaurierung durch. Sie hatte nicht die Rekonstruktion der Seyberth-Orgel von 1845 zum Ziel, sondern setzte den gewachsenen Zustand instand. Das restaurierte Instrument wurde am 11. Mai 2013 von Abt Burkhard Ellegast geweiht.
Die Orgel verfügt über 19 Register, verteilt auf zwei Manuale und Pedal. Der wesentliche Pfeifenbestand geht auf Seyberth zurück. Die Werke sind auf drei separate Gehäuse verteilt, die im Stil des Klassizismus gestaltet sind. Links vom Fenster ist das Hauptwerk in einem Quader mit einem großen rundbogigen Pfeifenfeld aufgestellt, rechts auf symmetrische Art das Pedalwerk. Das Rückpositiv findet als Brüstungswerk seinen Platz in der Empore. Dessen Prospekt wird durch drei rechteckige Flachfelder geprägt, die durch Pilaster gegliedert werden. Das breite Mittelfeld wird außen von zwei überhöhten Türmen flankiert. Alle Pfeifenfelder werden nach oben mit vergoldeten Akanthus-Schleierwerk verziert und schließen mit profilierten Gesimskränzen ab, die durch Aufsätze bekrönt werden. Die heutige Disposition lautet:
| I Hauptwerk C–f3 |      |
| Prinzipal        | 8′   |
| Gedeckt          | 8′   |
| Flöte            | 8′   |
| Gamba            | 8′   |
| Octave           | 4′   |
| Viola            | 4′   |
| Octave           | 2′   |
| Quinte           | 2/3′ |
| Mixtur           | 2′   |

| II Rückpositiv C–f3 |    |
| Gedeckt             | 8′ |
| Salicional          | 8′ |
| Prinzipal           | 4′ |
| Oktave              | 2′ |

| Pedal C–1   |      |
| Subbaß      | 16′  |
| Kontrabaß   | 16′  |
| Oktavbaß    | 8′   |
| Violonbass  | 8′   |
| Choralbaß   | 4′   |
| Cornett III | 2/3′ |

### Glocken
Über das Geläute vor dem Kirchenbrand im Jahre 1781 ist nur bekannt, dass im Jahre 1621 einige Glocken durch böhmische Truppen requiriert wurden und dass beim Kirchenbrand alle Glocken vom Turm stürzten und schmolzen. Nach der Wiederherstellung des Turmes wurden vier neue Glocken angeschafft, von welchen die große vom Wiener Glockengiesser Johann Caspar Hofbauer aus dem Jahre 1783 erhalten ist und als Sterbeglocke verwendet wird. Ihre Inschrift bezieht sich auf den damaligen Ortsbrand.
Am 3. Mai 1916 mussten drei Glocken als Metallspende für Kriegsmaterial abgeliefert werden. Nach dem Ende des Ersten Weltkrieges schaffte die Gemeinde zwei neue Glocken zum Kaufpreis von 813.000 Kronen an. Sie wurden 1921 von der Berndorfer Glockengießerei (Niederösterreich) gegossen und hatten ein Gewicht von 375 und 175 Kilogramm. Im Jahr 1931 wurden zwei kleinere Glocken von Grassmayr in Innsbruck angeschafft. Die Töne des Fünfergeläuts waren g¹, b¹, d², fis², a², die Massen 670, 375, 175, 85, 55 kg und die Durchmesser 1,04, 0,85, 0,66, 0,50 und 0,42 m. Am 21. April 1942 wurden die vier neueren Glocken ebenfalls für Rüstungszwecke eingezogen, lediglich die alte Sterbeglocke blieb erhalten.
Im Jahre 1952 stellte die Glockengießerei Pfundner zum Preis von 29.421 Schilling zwei neue Glocken her, die zu Maria Himmelfahrt geweiht und aufgezogen wurden. Sie wurden bis zur Elektrifizierung des Geläutes im Jahre 1966 händisch geläutet. Das Dreiergeläute besteht aus Zinnbronze und erklingt auf dem Moll-Dreiklang.
| Nr. | Gussjahr | Gießer, Gussort                         | Durchmesser (mm) | Masse (kg) | Schlagton |
| --- | -------- | --------------------------------------- | ---------------- | ---------- | --------- |
| 1   | 1783     | Johann Caspar Hofbauer der Ältere, Wien | 1.040            | 670        | g1        |
| 2   | 1952     | Josef Pfunder, Wien                     | 840              | 347,9      | b1        |
| 3   | 1952     | Josef Pfunder, Wien                     | 660              | 172,4      | d2        |